# Gustav-Adolf Rathmann
Gustav-Adolf „Guschi“ Rathmann (* 3. Januar 1932; † 2. Juli 2011) war ein deutscher Fußballspieler, der als Aktiver von Concordia Hamburg in den Jahren 1956 bis 1962 in der damals erstklassigen  Fußball-Oberliga Nord insgesamt 144 Ligaspiele absolviert und dabei 75 Tore erzielt hat. Rathmann war ein schneller, zielstrebiger Klassestürmer der mit einem „Torriecher“ ausgestattet war. In der Saison 1957/58 erzielte der zumeist als Mittelstürmer im WM-System agierende Angreifer seinen persönlichen Rundenrekord mit 22 Treffern.

## Laufbahn
Bis zu seinem 24. Lebensjahr war der torgefährliche und schusskräftige Angreifer im Hamburger Amateurfußball im Einsatz gewesen. Er war am Aufstieg seines Heimatvereines Wandsbeker FC in der Runde 1952/53 aus der Bezirksklasse Staffel Alster in die Hamburger Amateurliga beteiligt und erzielte für den Aufsteiger 1953/54 sogleich 18 Tore. Meister Concordia, die Rot-Schwarzen scheiterten in der Aufstiegsrunde zur Oberliga Nord, nahmen deshalb den Torjäger zur folgenden Saison 1954/55 unter Vertrag. „Guschi“ Rathmann erfüllte auf Anhieb mit 38 Treffern die Erwartungen. Nach der Vizemeisterschaft reichte es aber in der Aufstiegsrunde hinter Eintracht Nordhorn nur zum 2. Platz und „Cordi“ und Rathmann verblieben auch 1955/56 in der Amateurliga Hamburg. In dieser Saison war Concordia aber den Rivalen eindeutig überlegen und holte sich mit 14 Punkten Vorsprung die Meisterschaft von Hamburg. Neben dem 30-fachen Torschützen Rathmann etablierte sich mit Heinz Kubbe ein weiterer Cordi-Spieler mit 34 Treffern an der Spitze der Torschützenliste, welche Eitel Galle von den HSV-Amateuren mit 37 Toren anführte. In der Aufstiegsrunde behaupteten sich die Mannen um Angriffsführer Rathmann erfolgreich gegen den Bremer SV, Phönix Lübeck und den VfB Peine und Cordi kehrte wieder in die Oberliga Nord zurück. Unmittelbar nach dem letzten Gruppenspiel am 3. Juni gegen Peine (3:0) machte sich der Oberligarückkehrer auf eine Reise nach Stendal und Potsdam und trug dort zwei Freundschaftsspiele aus. 
Die ersten Treffer im norddeutschen Fußballoberhaus erzielte Mittelstürmer Rathmann am 2. September 1956, als er sich beim 4:0-Heimerfolg gegen den VfL Wolfsburg mit drei Treffern auszeichnete und damit unter Beweis stellte, dass seine Torjägerqualitäten auch für die Oberliga ausreichten. Der Angriff der Wandsbeker war mit Hermann Scholle, Gustav-Adolf Wöhler, Rathmann, Günter Woitas und Günter Männel dabei aufgelaufen. Am Rundenende belegte Concordia den 12. Rang und Sturmführer Rathmann hatte 14 Tore erzielt.
Als die Wandsbeker in der Saison 1957/58 die beste Platzierung mit dem 6. Rang erreichten, hatte Rathmann mit 22 Treffern hauptsächlich „Cordi“ auf die vorderen Ränge geschossen. Wichtige Mitstreiter waren dabei im Angriff noch Rolf Gronau, Jürgen Sanmann, Heinz Kubbe, Werner Kruppa und Günter Männel gewesen. Und da auch die Defensive mit 49 Gegentreffer für Sicherheit gesorgt hatte, gelang in Gemeinschaftsarbeit das gute Abschneiden. Am vierten Spieltag eröffnete der Torjäger mit einem Tor gegen den VfB Lübeck seine Trefferjagd und beendete sie am 29. Spieltag, den 30. März 1958, bei einem 5:1-Heimerfolg gegen Göttingen 05 mit seinem 22 Torerfolg. Herausragend waren sein Siegtreffer zum 2:1-Heimsieg am 15. Dezember 1957 gegen Nordserienmeister Hamburger SV, eindrucksvoll seine zwei Tore beim 2:0-Auswärtserfolg am 5. Januar 1958 beim FC St. Pauli und seine jeweils drei Treffer bei den Spielen gegen Eintracht Nordhorn (4:1) und den VfL Wolfsburg (6:1). 
Nach Rundenende sammelte er mit seinen Mannschaftskameraden Auslandserfahrung. Im Sommer 1958 wurde „Cordi“ zu drei Spielen in die Sowjetunion in Moskau, Minsk und Kiew eingeladen und Verantwortliche wie Spieler sammelten dabei unvergessliche Erfahrungen und Eindrücke. 
Als Angreifer Rathmann 1960/61 seine 16 Treffer für die Rot-Schwarzen erzielte, landeten in der internen Torschützenliste Ingo Paulsen mit sechs beziehungsweise Peter Gronau mit vier Treffern auf den Plätzen. Weit und breit war kein Torschütze neben Rathmann auszumachen. Mit 44 erzielten Toren rangierte Concordia auf dem 12. Rang; schwer vorstellbar wie es ohne Mittelstürmer Rathmann ausgesehen hätte. Mit 15 Ligaeinsätzen und fünf Toren endete 1961/62 die Oberligakarriere von „Guschi“ Rathmann. Sein letztes Oberligator gelang ihm am 28. Januar 1962 bei einem 1:1-Remis bei Eintracht Braunschweig. In nur sechs Runden hatte er von 1956 bis 1962 in der Oberliga Nord in 144 Ligaspielen 75 Tore für Concordia erzielt. In der Dokumentation zur Oberliga Nord wird er bei Prüss wohl nicht zu Unrecht als „Klassestürmer“ bezeichnet.
Im Februar 1962 zog Rathmann sich bei einem Betriebsunfall einen Bauchmuskelriss zu, in dessen Folge der Tischler langfristig ausfiel. Zum Ausklang seiner Laufbahn spielte er noch bei den Concordia-Amateuren.